# Dunvingergekko's
Dunvingergekko's (Stenodactylus) zijn een geslacht van hagedissen die behoren tot de gekko's (Gekkota) en de familie Gekkonidae.

## Naam en indeling
De wetenschappelijke naam van de groep werd voor het eerst voorgesteld door Leopold Fitzinger in 1826. Er zijn tien soorten, de pas in 2013 wetenschappelijk beschreven soort Trigonodactylus sharqiyahensis behoorde tot recentelijk ook tot de groep. De hagedissen werden eerder aan andere geslachten toegekend, zoals Ceramodactylus, Goniodactylus en Ascalabotes.
De geslachtsnaam Stenodactylus betekent vrij vertaald 'dunne vingers'. Stenodactylus (Philippi, 1902) is een synoniem van het kikkergeslacht Rhinella (Fitzinger, 1826).

## Verspreiding en habitat
Alle soorten komen voor in delen van Afrika, het Midden-Oosten en Azië en leven in de landen Saoedi-Arabië, Qatar, Iran, Irak, Israël, Verenigde Arabische Emiraten, Oman, Jordanië, Koeweit, Marokko, Westelijke Sahara, Egypte, Algerije, Tunesië, Libië, Soedan, Senegal, Mauritanië, Mali, Eritrea, Niger, Jemen, Bahrein, Ethiopië, Kenia en Syrië. De habitat bestaat uit hete woestijnen, scrublands, graslanden, zandduinen langs de kust en rotsige omgevingen. Ook in door de mens aangepaste streken zoals akkers kunnen de dieren worden aangetroffen.

## Beschermingsstatus
Door de internationale natuurbeschermingsorganisatie IUCN is aan negen soorten een beschermingsstatus toegewezen. De hagedissen worden beschouwd als 'veilig' (Least Concern of LC).

## Soorten
Het geslacht omvat de volgende soorten, met de auteur en het verspreidingsgebied.
| Naam                                          | Auteur                   | Verspreidingsgebied |
| --------------------------------------------- | ------------------------ | --- |
| Stenodactylus affinis                         | Murray, 1884             | Iran, Irak |
| Stenodactylus doriae                          | Blanford, 1874           | Saoedi-Arabië, Qatar, Iran, Irak, Israël, Verenigde Arabische Emiraten, Oman, Jordanië, Koeweit                                                          |
| Stenodactylus grandiceps                      | Haas, 1952               | Irak, Turkije, Saoedi-Arabië, Jordanië, Syrië |
| Stenodactylus leptocosymbotes                 | Leviton & Anderson, 1967 | Jemen, Oman, Verenigde Arabische Emiraten |
| Stenodactylus mauritanicus                    | Guichenot, 1850          | Egypte, Libië, Tunesië, Algerije, Marokko, Westelijke Sahara                                                                                             |
| Stenodactylus petrii                          | Anderson, 1896           | Marokko, Westelijke Sahara, Egypte, Israël, Algerije, Tunesië, Libië, Soedan, Senegal, Mauritanië, Mali, Eritrea, Niger                                  |
| Stenodactylus slevini                         | Haas, 1957               | Saoedi-Arabië, Bahrein, Jordanië, Irak, Koeweit, Verenigde Arabische Emiraten, Jemen, Qatar                                                              |
| Stenodactylus stenurus                        | Werner, 1899             | Algerije, Tunesië, Libië |
| Dunvingergekko (Stenodactylus sthenodactylus) | Lichtenstein, 1823       | Marokko, Westelijke Sahara, Libië, Algerije, Tunesië, Egypte, Israël, Jordanië, Mauritanië, Ethiopië, Eritrea, Soedan, Syrië, Saoedi-Arabië, Kenia, Mali |
| Stenodactylus Jemenensis                      | Arnold, 1980             | Saoedi-Arabië, Jemen |